# Đại học Khoa học Xã hội và Nhân văn SWPS
Đại học Khoa học Xã hội và Nhân văn SWPS hay đơn giản là Đại học SWPS (tiếng Ba Lan: SWPS Uniwersytet Humanistycznospołeczny) là một trường đại học tư ở Ba Lan liên kết với Viện Sinh học Thực nghiệm Nencki và Viện Tâm lý học, Viện Hàn lâm Khoa học Ba Lan. Đại học SWPS được thành lập vào năm 1996 bởi Andrzej Eliasz, Zbigniew Pietrasiński và Janusz Reykowski, cựu giáo sư của Viện Tâm lý học tại Viện Hàn lâm Khoa học Ba Lan.
Đại học SWPS là một trong những trường đại học tư thục lớn nhất ở Ba Lan. Hơn 16.000 sinh viên đại học, sau đại học và tiến sĩ theo học tại năm cơ sở của Đại học SWPS, tọa lạc tại các thành phố lớn của Ba Lan, bao gồm Warsaw, Wrocław, Sopot, Poznań và Katowice.
Tổ chức này trước đây được biết đến, vì những lý do theo luật định, như Trường Tâm lý học Warsaw, Trường Khoa học Xã hội và Nhân văn Warsaw, Trường Tâm lý học Xã hội Cao cấp Warsaw và Trường Tâm lý Xã hội Warsaw (Szkoła Wyższa Psychologii Społecznej, SWPS). Nó chính thức là một trường đại học từ năm 2015.

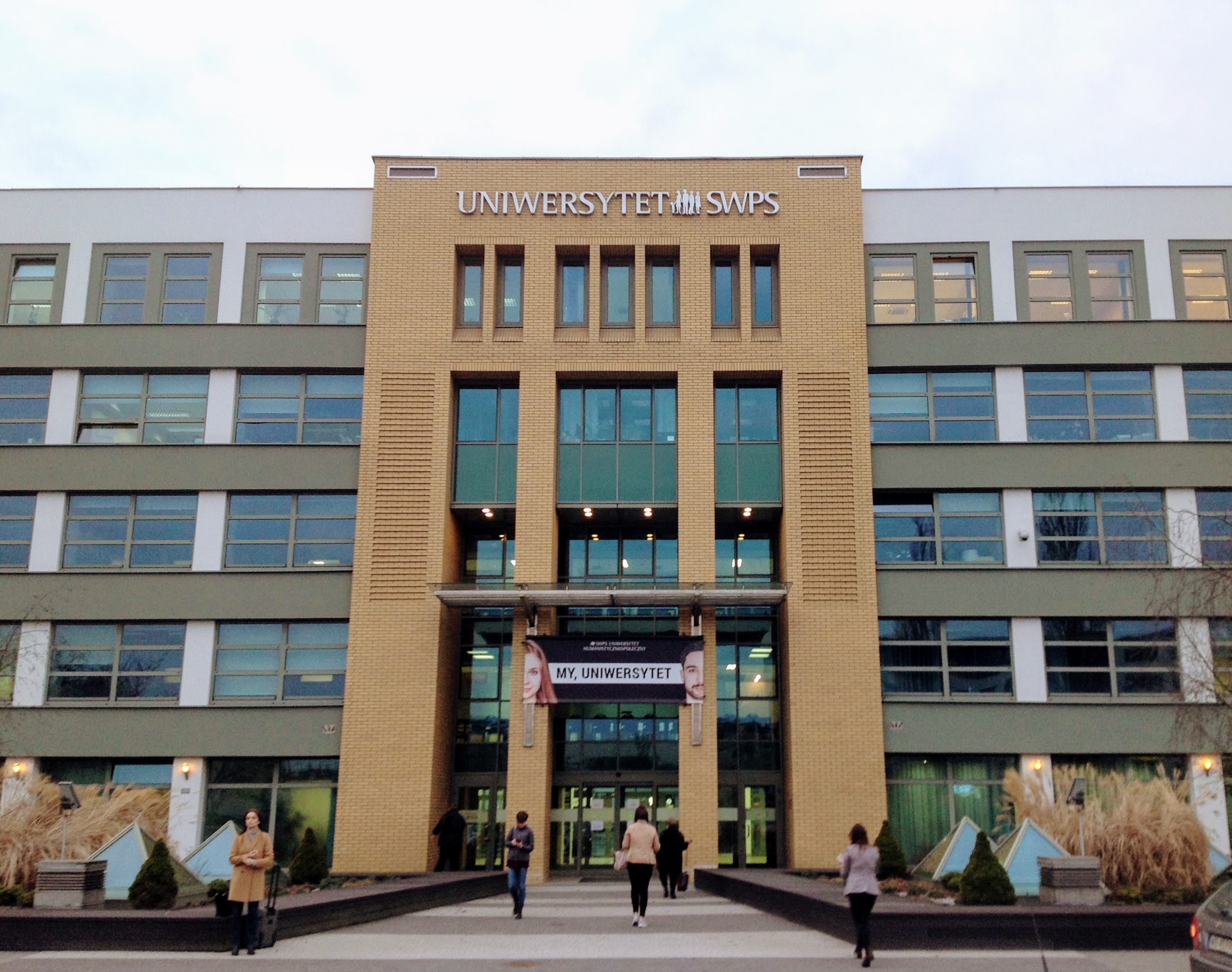
Tòa nhà trường đại học khoa học xã hội và nhân văn SWPS

## Khoa
Bảy khoa của Đại học SWPS có thẩm quyền cấp bằng tiến sĩ trong các ngành sau: nghiên cứu văn hóa, nghiên cứu văn học, luật và xã hội học (tại Warsaw) cũng như tâm lý học (tại Warsaw, Wrocław và Sopot). Trường đại học cũng có thẩm quyền cấp bằng sau tiến sĩ (habilitacja) trong nghiên cứu văn hóa (Warsaw) và tâm lý học (Warsaw và Wrocław).
1. Khoa tâm lý học Warsaw
2. Khoa Nghệ thuật và Khoa học Xã hộiWarsaw
3. Khoa Luật Warsaw
4. Khoa tâm lý học sotot
5. Khoa tâm lý học Katowice
6. Khoa Tâm lý học Wrocław
7. Khoa Luật và Truyền thông Wrocław
8. Khoa Khoa học Xã hội và Thiết kế Poznań

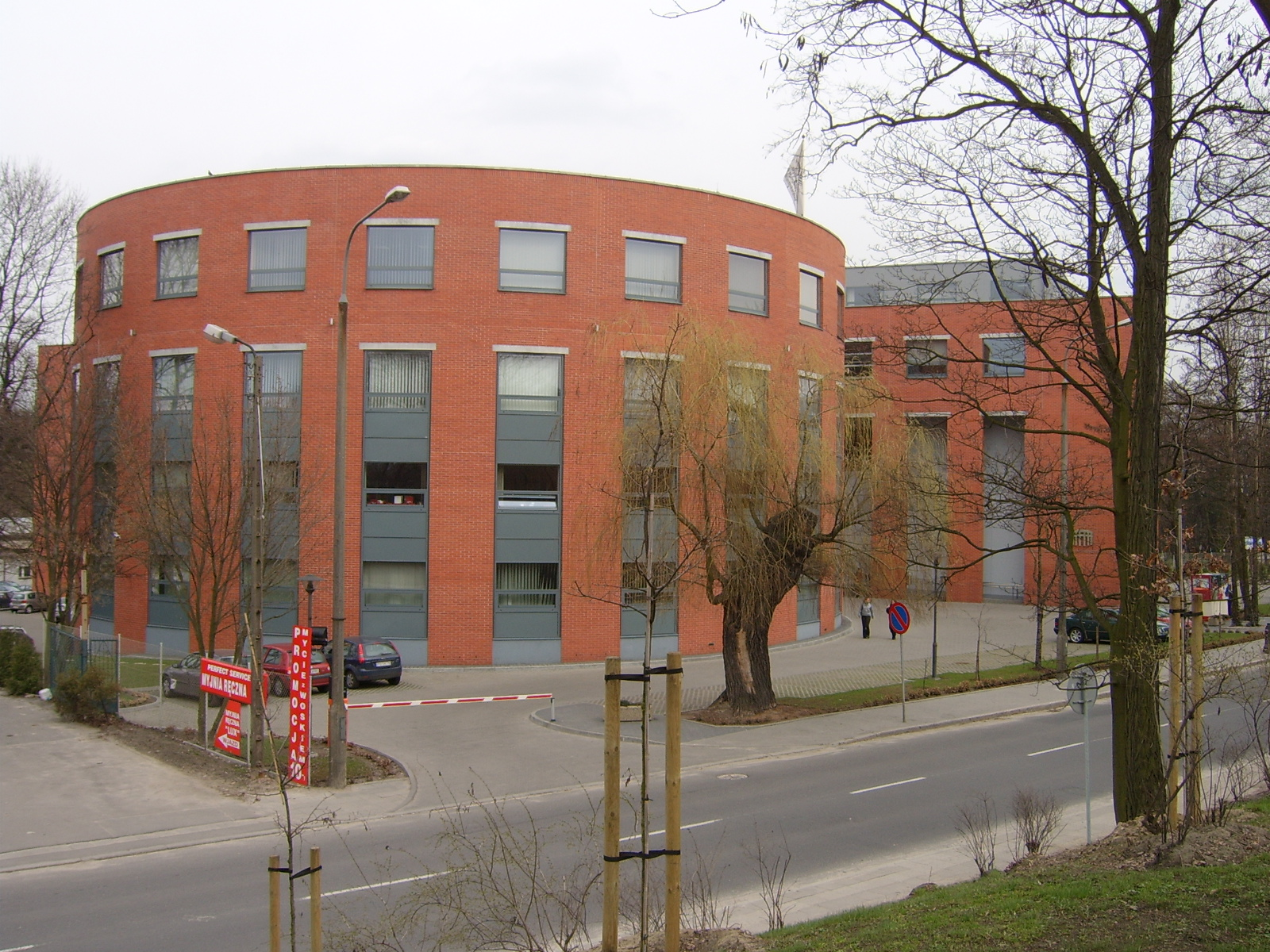
SWPS ở Poznań

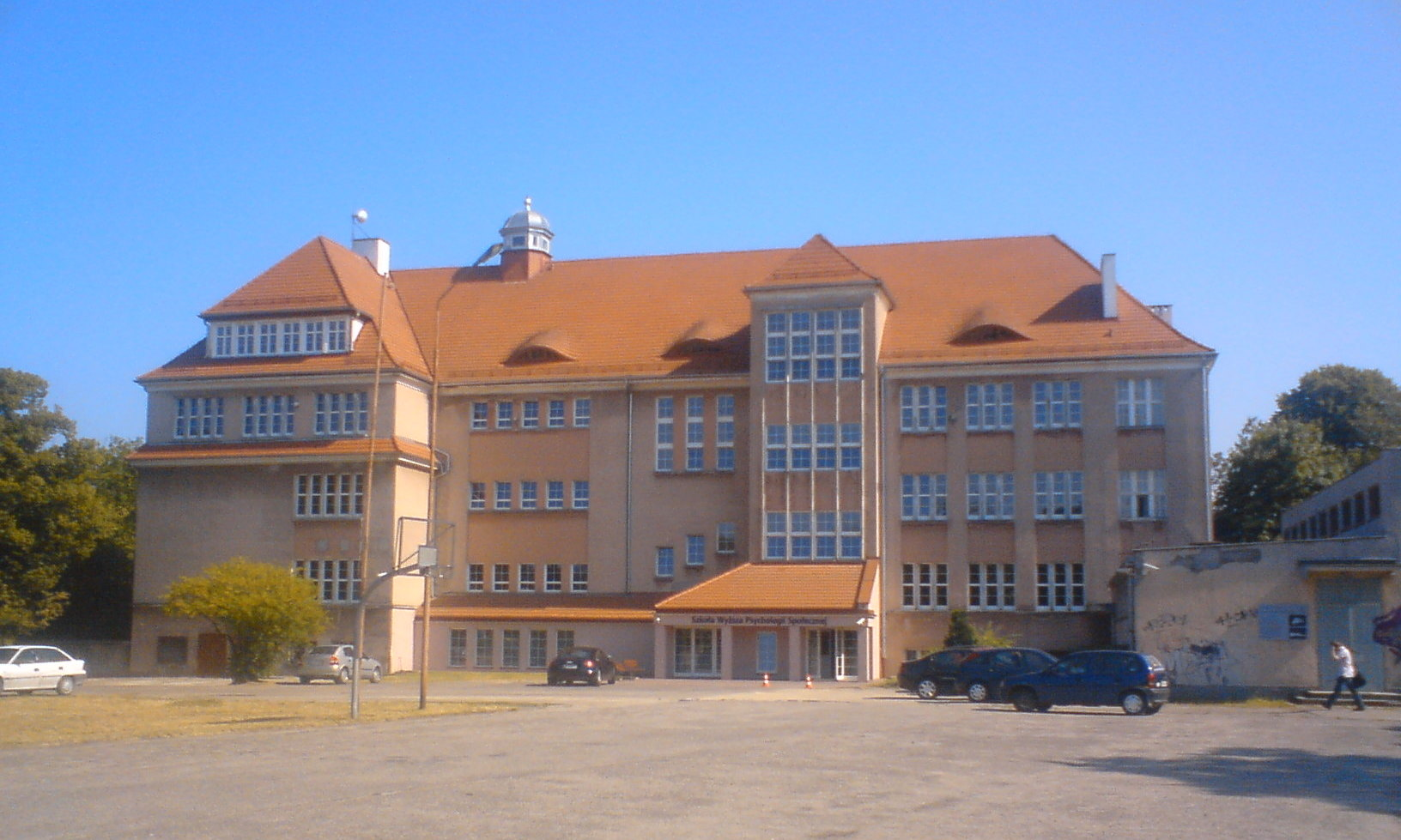
SWPS tại Sopot

## Nhân viên đáng chú ý
- Jan Strelau, bác sĩ danh dự [4]
- Shevah Weiss, bác sĩ danh dự [5]
- Robert Cialdini, bác sĩ danh dự [6]
- Philip Zimbardo, bác sĩ danh dự [7]
- Helmut Skowronek, bác sĩ danh dự [5]
- Małgorzata Kossut, trưởng khoa tâm sinh lý của quá trình nhận thức
- Jerzy Adam Kowalski, Viện Khoa học Văn hóa
- Tomasz Witkowski, người sáng lập Klub Sceptyków Polskich
- Roman Laskowski, giáo sư của Đại học Jagiellonia và Đại học Gothenburg
- Piotr Waglowski, nhà nghiên cứu các quá trình giao tiếp trong mô hình của chủ nghĩa xây dựng xã hội
- Andrzej Nowak, giám đốc và người sáng lập Viện Tâm lý Xã hội về Internet và Truyền thông
- Jerzy Szacki, một trong những đại diện nổi bật nhất của Trường phái Lịch sử Ý tưởng Warsaw
- Dariusz Doliński, chủ tịch ủy ban khoa học tâm lý tại Học viện khoa học Ba Lan
- Wukciszke
- Jerzy Bralchot
- Klaus Bachmann, phó giáo sư tại Viện Khoa học Chính trị.

## Cựu sinh viên đáng chú ý
- Żanna Słoniowska, tiểu thuyết gia và nhà báo
- Matthew Grzesiak, nhà tâm lý học
- Tomasz Kamusella, nhà sử học
- Ania, ca sĩ
- Michał Szpak, ca sĩ
- Aleksandra Szwed, nữ diễn viên
- Katarzyna Cichopek, nữ diễn viên
- Szymon Hołownia, nhà báo
- Agnieszka Brustman, bậc thầy cờ vua

## Xếp hạng
Đại học SWPS được xếp hạng bởi Perspektywy, một tạp chí hàng tháng có ảnh hưởng của Ba Lan dành cho các vấn đề giáo dục là trường đại học tư tốt thứ hai với các chương trình cấp bằng thạc sĩ ở Ba Lan năm 2017 (trong số 96 tổ chức). Năm 2017, Perspektywy xếp hạng trường đại học Khoa học Xã hội và Nhân văn SWPS thứ 13 trong số tất cả các trường đại học  và thứ 39 trong số tất cả các tổ chức học thuật của Ba Lan. Một tạp chí khác, Wprost, xếp trường Khoa học Xã hội và Nhân văn SWPS thứ 18 vào năm 2015. Theo Webometrics, nó được xếp hạng 42 trong số trường tốt nhất ở Ba Lan.